# Al Comet
Al Comet, de son vrai nom Alain Monod (né en 1959 à Fribourg) a fait partie du groupe suisse The Young Gods de 1989 à 2012. Il y joue du sampler et de la guitare. Il est également l'auteur de plusieurs albums solo sous le nom d'Al Comet, dont le projet Sitarday dans lequel il joue du sitar artisanal.

## Discographie

### Solo
- 1990 : L.A.D
- 1991 : Europ Pirat Tour
- 1997 : Comet
- 2000 : Sitarday
- 2004 : White Planet

### Avec The Young Gods
- 1991 : The Young Gods Play Kurt Weill
- 1992 :  T.V. Sky
- 1995 : Only Heaven
- 1996 : Heaven Deconstruction
- 2000 : Second Nature
- 2004 : Music for Artificial Clouds
- 2007 : Super Ready/Fragmenté
- 2008 : Knock on Wood - The Acoustic Sessions
- 2010 : Everybody Knows

### EPs
- 1990 : Longue Route (Remix)
- 1995 : Kissing The Sun (The Remixes)
- 2002 : Denature.1 Astronomic

### Albums live
- 1993 : Live Sky Tour
- 2000 : Live Noumatrouff, 1997

### Compilations
- 2005 : XXY

### Collaborations
- 1998 : Remix de la chanson À l'arrière des taxis sur l'album One Trip/One Noise
- 2010 : The Young Gods And Dälek - Griots & Gods - Les Eurockéennes Festival de Belfort, Two Gentlemen Records